# Chwat (działo pancerne)

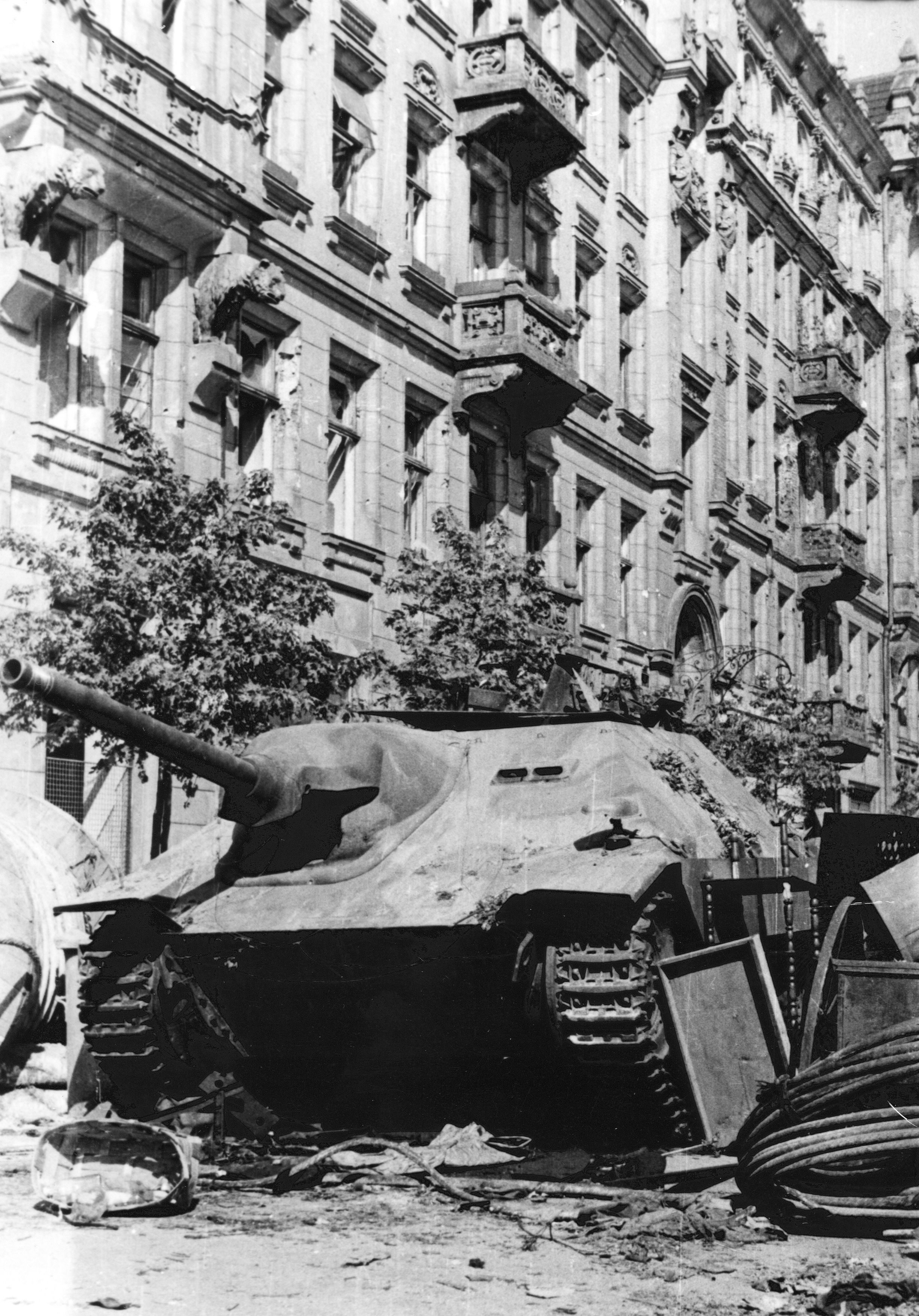
„Chwat” wbudowany w barykadę na placu Napoleona

„Chwat” – niemieckie działo pancerne, będące niszczycielem czołgów typu Jagdpanzer 38(t) Hetzer, zdobyte przez Polaków w czasie powstania warszawskiego 2 sierpnia 1944 podczas walk o Pocztę Główną. 

## Historia
Pojazd należał do 743 Batalionu Niszczycieli Czołgów (Armee-Panzerjäger-Abteilung 743), najprawdopodobniej do jego 2. kompanii. 
Podczas ataku powstańców zginęła jego niemiecka załoga, a sama maszyna była w dużej części nadpalona. Przez krótki czas był wbudowany w barykadę, po czym został naprawiony przez powstańców. Nie został jednak użyty bojowo z powodu wiążącej się z tym konieczności rozbiórki barykad. Był garażowany w gmachu Poczty Głównej, gdzie został zasypany na skutek zniszczenia budynku.
Po wojnie wydobyty podczas odgruzowywania budynku Poczty Polskiej i przetransportowany do Muzeum Wojska Polskiego w Warszawie. W roku 1950 w trakcie okresu stalinizmu zezłomowany na rozkaz Głównego Zarządu Polityczno-Wychowawczego Wojska Polskiego.

## Dane techniczne
Dane niszczyciela czołgów Hetzer:
- załoga: 4 osoby;
- masa całkowita: 15 ton;
- długość: 4,09 m;
- szerokość: 2,06 m;
- wysokość: 2,37 m;
- zasięg w terenie: 160 km;
- silnik: 6-cylindrowy 160-konny górnozaworowy silnik Praha AC/2;
- uzbrojenie artyleryjskie: armata 75 mm.

## Galeria

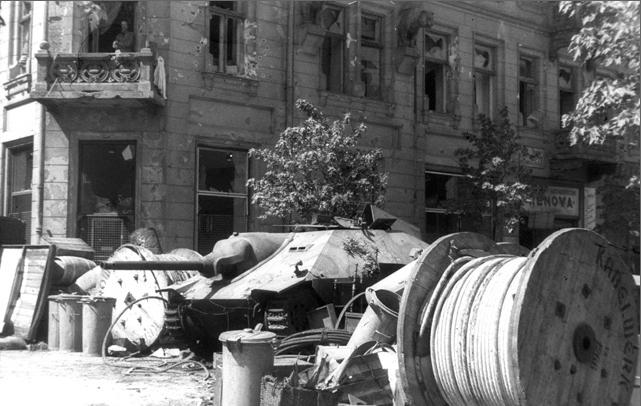
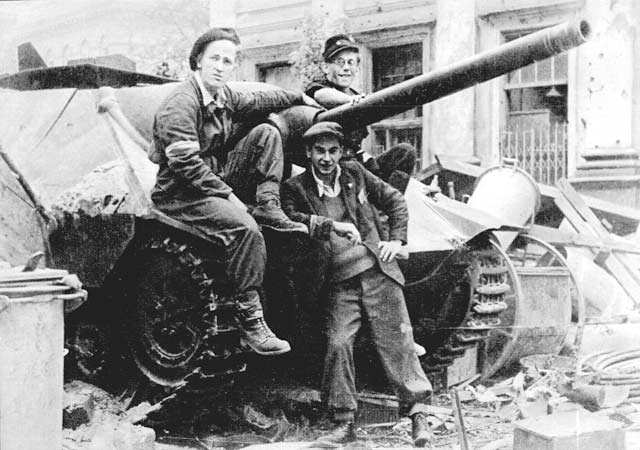
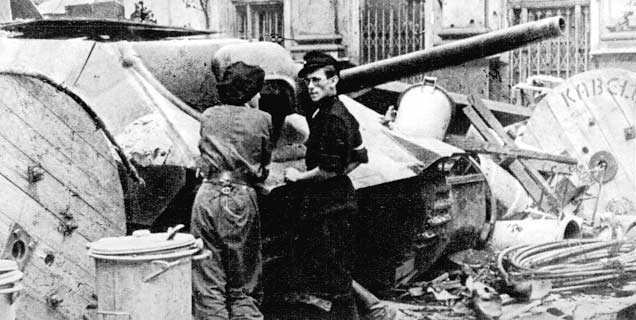
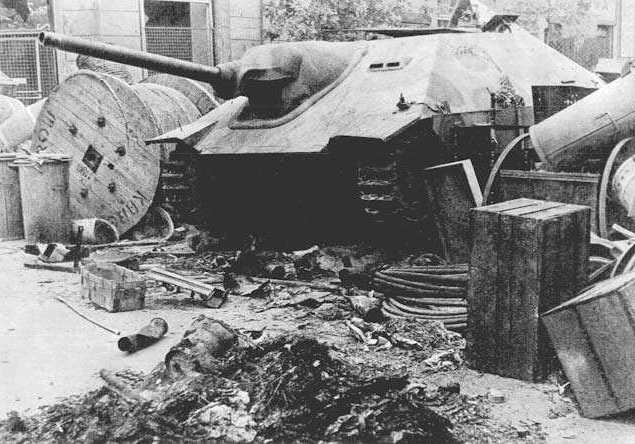
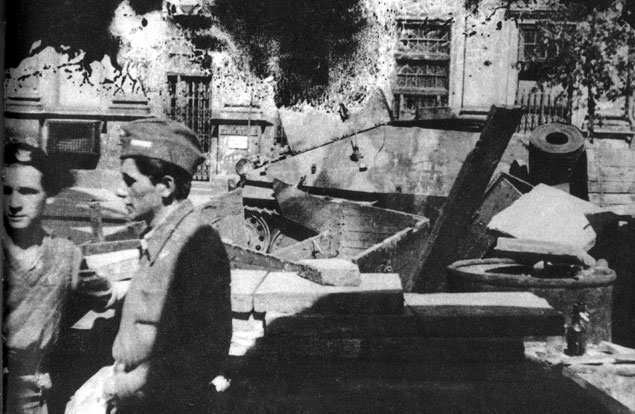
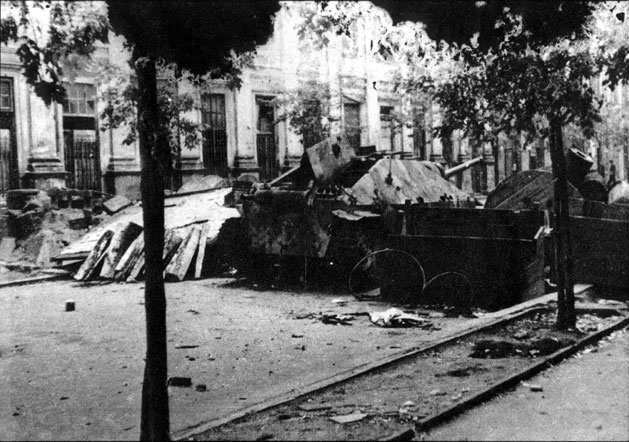
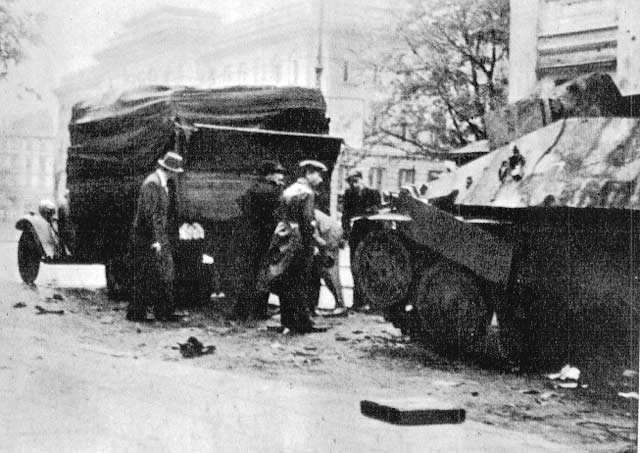
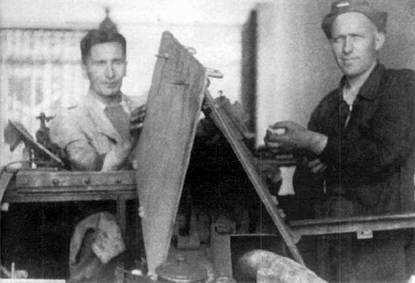
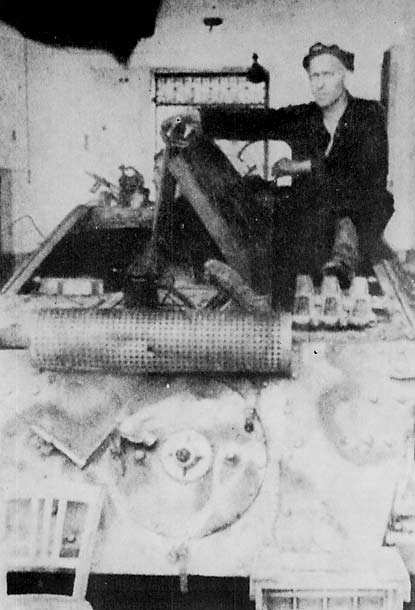
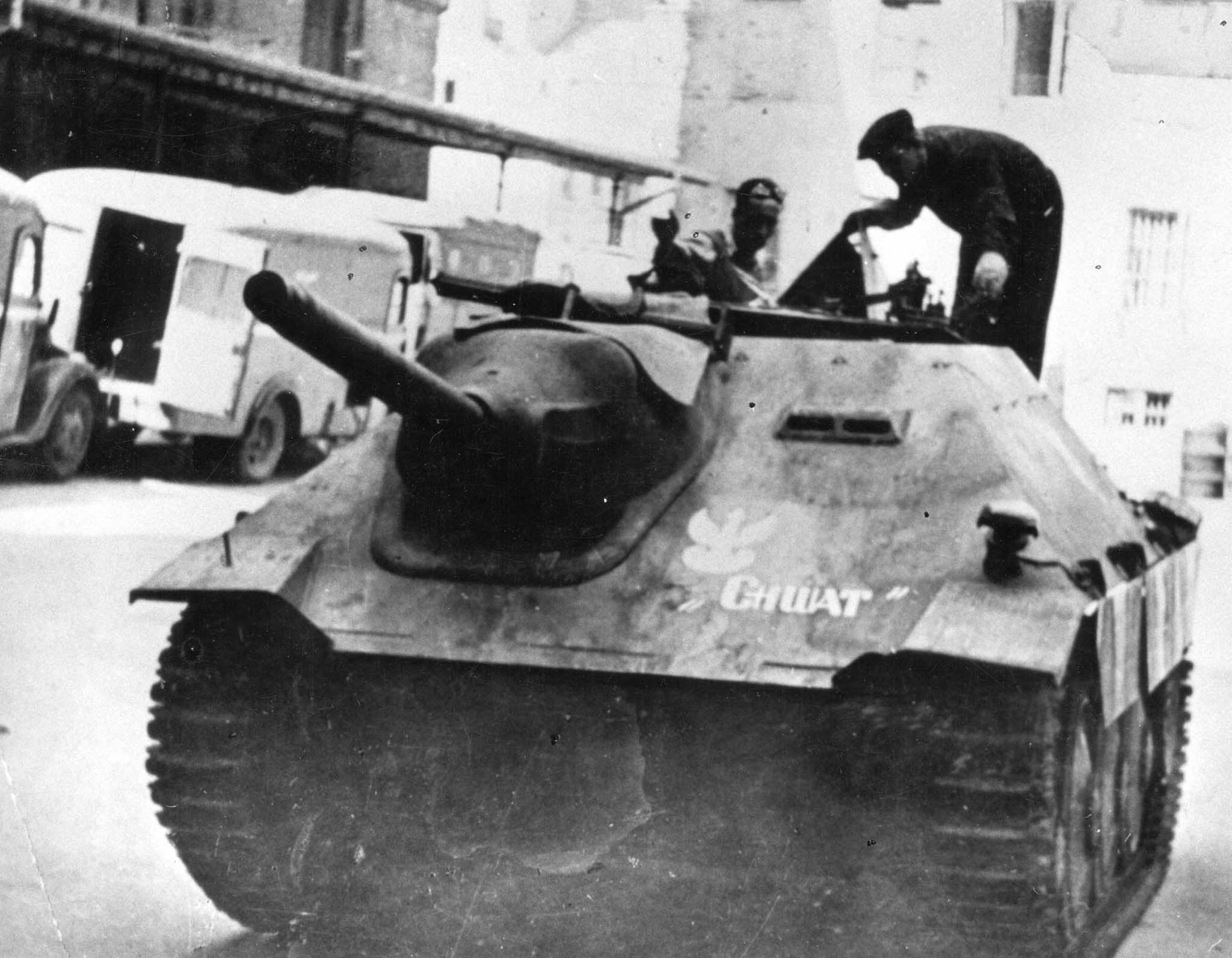